# 21 mai
Pour les articles homonymes, voir Vingt-et-Un-Mai.
21 avril 21 juin
Chronologies thématiques
- Croisades
- Ferroviaires
- Sports
- Disney
- Anarchisme
- Catholicisme

Abréviations / Voir aussi
- (° 1852) = né en 1852
- († 1885) = mort en 1885
- a.s. = calendrier julien
- n.s. = calendrier grégorien
- Calendrier
- Calendrier perpétuel
- Liste de calendriers
- Naissances du jour

Le 21 mai est le 141e jour, moins souvent le 142e, de l'année du calendrier grégorien ; il en reste ensuite 224.
Son équivalent était généralement le 2 prairial du calendrier républicain ou révolutionnaire français, officiellement dénommé jour de l'hémérocalle (une fleur).

## Événements

### IXesiècle
- 878 : prise de Syracuse par les Aghlabides.

### Xesiècle
- 996 : couronnement de l'empereur germanique Otton III.

### XVesiècle
- 1420 : Traité de Troyes entre la France et l'Angleterre : la partie de la France sise au nord de la Loire - à l'exception du Comté de Champagne - est occupée par les troupes Anglaises. Paris reçoit pour gouverneur le duc de Bedford, frère du roi d'Angleterre. Le dauphin est déclaré illégitime et la succession au trône assurée au roi d'Angleterre.

### XVIesiècle
- 1536 : le Conseil des Deux Cents se prononce en faveur de la Réformation religieuse de Jean Calvin à Genève en Suisse actuelle.

### XVIIesiècle
- 1674 : élection de Jean III Sobieski comme roi de Pologne.

### XIXesiècle
- 1813 : fin de la bataille de Bautzen, victoire de la Grande Armée de Napoléon Ier contre les troupes russo-prussiennes commandées par le maréchal Wittgenstein.
- 1864 : rattachement de la République des îles Ioniennes à la Grèce.
- 1871 : l'armée républicaine entre dans Paris et entame les combats de rue contre la Commune, débutant la Semaine Sanglante.
- 1879 : bataille navale d'Iquique commémorée ci-après au Chili.

### XXesiècle
- 1904 : fondation de la Fédération internationale de football association (FIFA) à Paris.
- 1917 : le grand incendie d'Atlanta éclate, et ravage une partie de la ville, détruisant plus de 2 000 bâtiments.
- 1937 : la station russe Severny Polious-1 devient la première base de recherches permanente construite sur la banquise de l'Arctique.
- 1975 : ouverture du procès de la bande à Baader, à Stuttgart.
- 1991 : attentat meurtrier à la bombe contre Rajiv Gandhi près de Madras, dans le Tamil Nadu.
- 1996 : annonce de l'assassinat des moines de Tibhirine.
- 1998 : démission du président-général indonésien Soeharto à la suite des émeutes de Jakarta de mai 1998.

### XXIesiècle
- 2001 : en France, promulgation de la loi tendant à la reconnaissance de la traite et de l'esclavage en tant que crime contre l'Humanité.
- 2003 : en Algérie, séisme de Boumerdès : plus de 2000 morts et 10 000 blessés.
- 2006 : référendum sur l'indépendance du Monténégro, approuvée par 55 % des votants.
- 2014 : bataille de Kidal, lors de la guerre du Mali.
- 2018 : fin de la bataille de la Ghouta orientale, lors de la guerre civile syrienne. Le régime syrien reprend entièrement le contrôle de Damas et de ses environs.
- 2019 : une élection présidentielle a lieu au Malawi. Le président sortant Peter Mutharika est candidat à sa réélection[1]. Son principal opposant Saulos Chilima était son vice-président jusqu'à son départ du Parti démocrate-progressiste en 2018[2],[3]. Simultanément se déroulent des élections législatives afin d'élire les 193 députés de l'Assemblée nationale du pays[3].
- 2023 :
  - en Grèce, les élections législatives ont lieu afin de renouveler pour quatre ans les 300 députés du Parlement. Le parti de Nouvelle Démocratie arrive en tête mais un second tour sera nécessaire et se tiendra fin juin[4].
  - au Timor oriental, les élections législatives se déroulent afin de renouveler pour cinq ans les membres du Parlement national[5].

## Arts, culture et religion
- 1388 : fondation de l'université de Cologne.
- 1863 : création officielle de l'Église adventiste du septième jour.

## Sciences et techniques
- 1952 : IBM annonce le lancement du premier enregistreur-lecteur de bande magnétique IBM 726 (en) commercialement viable[6].
- 2019 : observation par les scientifiques de la première détection astronomique d'une onde gravitationnelle (enregistrée sous le nom de GW190521)[7]. Émise à environ 16 milliards d'années-lumière de distance, elle résulterait de la fusion d'un trou noir binaire il y a environ 7 milliards d'années.
- 2024 : le Conseil de l'Union européenne adopte une législation visant à établir un cadre à l'utilisation d'intelligences artificielles[8].

## Économie et société
- 1797 : le cours légal des assignats est supprimé.
- 1927 : Charles Lindbergh devient le premier pilote à relier New York à Paris au cours d'un vol de trente-trois heures et trente minutes ces 20 et 21 mai à bord de son avion le Spirit of St. Louis remportant au passage le prix Orteig.
- 1932 : l'Américaine Amelia Earhart est la première femme à traverser par avion l'Atlantique en sola (et à en atterrir au milieu d'une pâture à vaches irlandaise)[9].
- 2007 : un incendie détruit en partie le clipper Cutty Sark dans sa cale sèche de Greenwich (Londres).

## Naissances

### Vesiècleav. J.-C.
- Vers -428 ou -427 (date précise du 21 mai incertaine) : Platon, philosophe athénien († c. -348 / -347).

### IIesiècleav. J.-C.
- - 120 : Aurelia Cotta, aristocrate romaine, mère de Jules César († 31 juillet - 54).

### XIIIesiècle
- 1265 : Dante Alighieri[réf. nécessaire], écrivain italien († 14 septembre 1321)

.

### XVesiècle
- 1471 : Albrecht Dürer, peintre, graveur et mathématicien allemand († 6 avril 1528).

### XVIesiècle
- 1527 : Philippe II, roi d'Espagne († 13 septembre 1598).
- 1565 : Juan de Oviedo, architecte, sculpteur et ingénieur espagnol († 25 mars 1625).

### XVIIesiècle
- 1653 : Éléonore d'Autriche, reine consort de Pologne, grande-duchesse de Lituanie, archiduchesse d'Autriche et princesse royale de Hongrie et de Bohême († 17 décembre 1697).
- 1688 : Alexander Pope, poète britannique († 30 mai 1744).

### XVIIIesiècle
- 1749 : Jean-Charles Musquinet de Beaupré, général d'Empire français († 26 février 1813).
- 1755 : Alfred Moore (en), juge américain de la Cour suprême des États-Unis († 15 octobre 1810).
- 1756 : William Babington, physicien et minéralogiste britannique († 29 avril 1833).
- 1759 :
  - Joseph Fouché, homme politique français († 26 décembre 1820).
  - Bernard du Saint-Esprit (es), moine mexicain († 23 juillet 1825).
- 1775 : Lucien Bonaparte, homme politique français, frère de Napoléon Bonaparte († 29 juin 1840).
- 1780 : Elizabeth Fry, réformatrice et philanthrope anglais († 12 octobre 1845).
- 1790 : William Cavendish, 6e duc de Devonshire, homme politique anglais, chevalier de la Jarretière, conseiller privé et pair du Royaume-Uni († 18 janvier 1858).
- 1792 : Gaspard-Gustave Coriolis, mathématicien et ingénieur français († 19 septembre 1843).
- 1799 : Mary Anning, paléontologue britannique († 9 mars 1847).

### XIXesiècle
- 1808 : David de Jahacob Lopez Cardozo (en), talmudiste et travailleur collectif néerlandais († 11 avril 1890).
- 1816 : Léon Gaucherel, graveur et peintre français († 7 janvier 1886).
- 1827 : William P. Sprague (en), homme politique et banquier américain, deux fois député de l'Ohio († 3 mars 1899).
- 1835 : František Chvostek (en), physicien tchéco-autrichien († 16 novembre 1884).
- 1837 : Itagaki Taisuke, homme politique japonais († 16 juillet 1919).
- 1841 : Félix Sardá y Salvany, prêtre catholique et écrivain espagnol († 2 janvier 1916).
- 1843 :
  - Albert Gobat, homme politique et juriste suisse, prix Nobel de la paix en 1902 († 16 mars 1914).
  - Louis Renault, juriste français, prix Nobel de la paix en 1907 († 8 février 1918).
- 1844 : Henri Rousseau dit « le douanier Rousseau », peintre français († 2 septembre 1910).
- 1850 : Giuseppe Mercalli, sismologue et volcanologue italien († 20 mars 1914).
- 1851 : Léon Bourgeois, homme politique français († 29 septembre 1925).
- 1853 : Jacques Marie Eugène Godefroy Cavaignac, homme politique français († 25 septembre 1905).
- 1854 :
  - Georges Desdevises du Dézert, écrivain français († 15 avril 1942).
  - John F. Peto, peintre américain († 23 novembre 1907).
- 1855 : Émile Verhaeren, poète belge († 27 novembre 1916).
- 1856 :
  - José Batlle y Ordóñez, journaliste et homme politique uruguayen, deux fois président de la République d'Uruguay († 20 octobre 1929).
  - José Rodríguez Carracido (es), pharmacien et biochimiste espagnol († 3 janvier 1928).
- 1860 : Willem Einthoven, physiologiste néerlandais, prix Nobel de physiologie ou médecine en 1924 († 29 septembre 1927).
- 1861 : Abel Ayerza (en), médecin argentin, donna son nom à la maladie éponyme (es) († 14 juillet 1918).
- 1862 : Severiano Martínez Anido, militaire et homme d'État espagnol († 24 décembre 1938).
- 1863 : Eugène d'Autriche-Teschen, archiduc d'Autriche († 30 décembre 1954).
- 1864 : Stéphanie de Belgique, princesse de Belgique, épouse de l'archiduc Rodolphe d'Autriche († 23 août 1945).
- 1869 : Joseph de Saxe-Cobourg-Gotha, prince allemand († 13 août 1888).
- 1873 :
  - Hans Berger, neurologue allemande († 1er juin 1941).
  - Álvaro Alcalá Galiano (es), peintre et décorateur espagnol († 27 novembre 1936).
- 1878 : Glenn Curtiss, ingénieur américain, pionnier de l'aviation († 23 juillet 1930).
- 1879 : Pablo Luna (es), compositeur espagnol († 28 janvier 1942).
- 1880 : Tudor Arghezi, écrivain, poète et journaliste roumain († 14 juillet 1967).
- 1882 : Mathurin Méheut, artiste français († 22 février 1958).
- 1884 : Manuel Pérez y Curis, écrivain et poète uruguayen († 22 novembre 1920).
- 1885 : Sophie de Schönburg-Waldenburg, princesse consort d'Albanie († 3 février 1936).
- 1893 :
  - Arthur Carr, joueur de cricket anglais († 7 février 1963).
  - Giles Chippindall (en), fonctionnaire d'État australien († 20 décembre 1969).
- 1895 : Lázaro Cárdenas del Río, homme politique et militaire mexicain, président de la République du Mexique de 1934 à 1940 († 19 octobre 1970).
- 1898 :
  - Robert Goffin, avocat, écrivain, poète et militant belge († 27 juin 1984).
  - Armand Hammer, industriel et collectionneur d'art américain, fondateur d'Occidental Petroleum († 10 décembre 1990).
  - Charles Léon Hammes (en), juriste luxembourgeois, 3e président de la Cour de justice européenne († 9 décembre 1967).
  - Carl Johnson, athlète américain († 13 septembre 1932).
  - John McLaughlin (en), peintre américain († 22 mars 1976).

### XXesiècle
- 1901 :
  - Manfred Aschner (en), microbiologiste et entomologiste israélien († 1989).
  - Horace Heidt (en), pianiste, chef d'orchestre et personnalité de la radio et de la télévision américaine († 1er décembre 1986).
  - Sam Jaffe, producteur américain († 10 janvier 2000).
  - Suzanne Lilar, femme de lettres belge († 11 décembre 1992).
- 1902 :
  - Earl Averill, joueur de baseball américain († 16 août 1983).
  - Marcel Breuer, architecte et stylicien hongro-américain († 1er juillet 1981).
  - Anatole Litvak, réalisateur, producteur et scénariste ukraino-américain († 15 décembre 1974).
- 1903 :
  - Pedro Eugenio Aramburu, militaire et homme d'État argentin, président autoproclamé d'Argentine de 1955 à 1958 († 1er juin 1970).
  - Manly Wade Wellman, auteur américain († 5 avril 1986).
- 1904 :
  - Robert Montgomery, homme de cinéma américain († 27 septembre 1981).
  - Fats Waller, musicien américain († 15 décembre 1943).
- 1908 : Lélia Constance Băjenesco, première femme radioamatrice de Roumanie († 15 décembre 1980).
- 1909 :
  - François-Albert Angers, économiste et enseignant universitaire québécois († 14 juillet 2003).
  - Guy de Rothschild, banquier français († 12 juin 2007).
  - Maurice Buret, cavalier français, champion olympique († 23 août 2003).
- 1910 : Jean Rafa, chanteur, compositeur et fantaisiste québécois d’origine française († 22 octobre 1998).
- 1914 :
  - Romain Gary (Roman Kacew dit), aviateur, militaire, résistant, diplomate, romancier, scénariste et réalisateur français († 2 décembre 1980).
  - Olivier Guimond, acteur et humoriste québécois († 29 novembre 1971).
  - John Hubley, cinéaste d'animation américain († 21 février 1977).
- 1915 : Bill Williams, acteur américain († 21 septembre 1992).
- 1916 : Harold Robbins, écrivain américain († 14 octobre 1997).
- 1917 : Raymond Burr, acteur américain († 12 septembre 1993).
- 1918 : Marcel de la Sablonnière, prêtre jésuite québécois, directeur du Centre de loisirs Immaculée-Conception à Montréal († 20 novembre 1999).
- 1920 : Anthony Steel, acteur anglais († 21 mars 2001).
- 1921 : Andreï Sakharov, physicien russe, prix Nobel de la paix 1975 († 14 décembre 1989).
- 1922 : Pio Laghi, prélat italien († 10 janvier 2009).
- 1923 : 
  - Armand Borel, mathématicien suisse († 11 août 2003).
  - Hervé Jaouen, amiral français († 16 janvier 1986).
- 1924 : Jean Manan (Jean Clémentin dit), journaliste et écrivain français.
- 1926 : Kay Kendall, actrice britannique († 6 septembre 1959).
- 1928 : António Ribeiro, prélat portugais († 24 mars 1998).
- 1930 : 
  - Malcolm Fraser, homme politique australien († 20 mars 2015).
  - Kesang Choden, reine consort du Bhoutan de 1952 à 1972.
- 1932 : Jean Stablinski (Jean Stablewski dit), coureur cycliste français du nord de 1952 à 1968 († 22 juillet 2007).
- 1933 : 
  - Maurice André, musicien français († 25 février 2012).
  - Robert Castel (Robert Moyal dit), acteur et humoriste français († 5 décembre 2020).
  - Yevgeny Minayev, haltérophile soviétique, champion olympique († 8 décembre 1993).
- 1936 : François Bussini, prélat français († 13 octobre 2018).
- 1940 : Tony Sheridan, guitariste, chanteur et compositeur anglais († 16 février 2013).
- 1941 :
  - Bobby Cox, gérant de baseball américain.
  - Jean Gagnon, évêque catholique canadien († 23 décembre 2016).
  - Ronald Isley, chanteur, compositeur et réalisateur artistique américain du groupe The Isley Brothers.
  - Anatoli Levtchenko, cosmonaute ukrainien († 6 août 1988).
- 1942 : 
  - Michel Cardoze, militant et journaliste français, présentateur télévisé d'une météo fleurie.
  - Robert C. Springer, astronaute américain.
- 1943 :
  - Fournier (Jean-Claude Fournier dit), auteur de bande-dessinées français.
  - Hilton Valentine, guitariste anglais du groupe The Animals († 29 janvier 2021).
- 1944 :
  - Marcie Blane (en), chanteuse américaine.
  - Mary Robinson, femme politique irlandaise.
- 1945 : Ernst Messerschmid, spationaute allemand.
- 1946 : Paul Savoie, acteur québécois.
- 1947 : Bill Champlin (en), chanteur et musicien américain du groupe Chicago.
- 1948 : Leo Sayer, chanteur et compositeur britannique.
- 1949 :
  - Arno (Arnold Charles Ernest Hintjens dit), chanteur belge. († 23 avril 2022).
  - Bado (Guy Badeaux dit), caricaturiste canadien.
  - Jean-Pierre Blais, évêque catholique canadien.
  - Marie-Guite Dufay, femme politique française.
- 1952 : Mister T. (Laurence Tureaud dit), acteur américain.
- 1953 : 
  - Emilio Correa, boxeur cubain, champion olympique.
  - Kathleen Wynne, femme politique canadienne, première ministre de l'Ontario de 2013 à 2018.
- 1954 : Robert Nightingale, pentathlonien britannique, champion olympique.
- 1955 : Stan Lynch (en), batteur, compositeur et directeur artistique américain du groupe Tom Petty and the Heartbreakers.
- 1957 :
  - Éric Carrière, comédien, humoriste duettiste et auteur français.
  - Luc Ravel, prélat français.
  - Judge Reinhold, acteur américain.
- 1958 : Christian Audigier, créateur de mode français († 9 juillet 2015).
- 1959 :
  - Nick Cassavetes, homme de cinéma américain.
  - Antoine de Maximy, globe-trotteur routard de télévision et réalisateur français.
- 1960 :
  - Jeffrey Dahmer, tueur en série américain († 28 novembre 1994).
  - Kent Hrbek (en), joueur de baseball américain.
  - Vladimir Salnikov, nageur russe, quadruple champion olympique.
- 1963 : Richard Appel, scénariste et producteur américain.
- 1964 : Armin Eichholz, rameur d'aviron allemand, champion olympique.
- 1965 : Manolo Mejía, matador mexicain.
- 1966 : Lisa Edelstein, actrice américaine.
- 1967 : Chris Benoit, catcheur canadien († 24 juin 2007).
- 1968 : 
  - Fatimata Niambali, femme politique malienne.
  - Davide Tizzano, rameur d'aviron italien, double champion olympique.
- 1971 :
  - Hwang Dong-hyeok, scénariste et réalisateur sud-coréen.
  - Jamie Rickers animateur britannique.
- 1972 :
  - Stomy Bugsy (Gilles Duarte dit), rappeur et acteur français.
  - Barbara Tissier, actrice et directrice artistique dans le doublage français.
  - The Notorious B.I.G. (Christopher George Latore Wallace dit), rappeur américain († 9 mars 1997).
- 1974 :
  - Fairuza Balk, actrice américaine.
  - Johanne McKay, actrice québécoise.
  - Martin Doktor, céiste tchèque, double champion olympique.
- 1975 : Marit Bergman, musicienne suédoise.
- 1976 : Mellissa Dunn, joueuse de basket-ball australienne.
- 1978 : Firsat Sofi, homme politique kurde irakien († 18 novembre 2020).
- 1979 :
  - Gaspard Augé, musicien français du groupe Justice.
  - Briana Banks, actrice américaine.
  - Jesse Capelli, actrice canadienne.
- 1980 :
  - Mamoutou Diarra, basketteur français.
  - Gotye (Wouter De Backer dit), auteur-compositeur et musicien belgo-australien.
  - Anika Moa, chanteuse néo-zélandaise.
  - Benoît Peschier, kayakiste français, champion olympique.
- 1981 : 
  - Craig Anderson, hockeyeur sur glace américain.
  - Beth Botsford, nageuse américaine, double championne olympique.
- 1982 :
  - Ma'a Nonu, international de rugby néo-zélandais.
  - Josh Hamilton, joueur de baseball américain.
  - Rachel Kolly d'Alba, musicienne suisse.
- 1985 :
  - Mark Cavendish, coureur cycliste britannique.
  - Matt Hunwick, hockeyeur sur glace américain.
  - Andrew Miller, joueur de baseball américain.
  - Alexander Dale Oen, nageur norvégien († 30 avril 2012).
  - Darius Sinathrya, acteur et commentateur sportif indonésien.
- 1986 :
  - Maud Coutereels, footballeuse belge.
  - Greg Stewart, joueur de hockey sur glace canadien.
  - Matt Wieters, joueur de baseball américain.
- 1988 : Park Gyuri (박규리), actrice et chanteuse sud-coréenne.
- 1990 : 
  - Mami Sasazaki, guitariste japonaise.
  - Tiril Eckhoff, biathlète norvégienne.
- 1992 : Ahn Ye-eun, chanteuse sud-coréenne.
- 1994 : Tom Daley, plongeur britannique.
- 1995 : Paul Jean, kayakiste français.
- 1996 : Karen Khachanov, joueur de tennis russe.
- 1998 : Ari Ólafsson, chanteur finlandais.

### XXIesiècle
- 2002 : Elena Huelva, militante espagnole pour la lutte contre le cancer († 3 janvier 2023).
- 2003 : Hwang Sun-woo, nageur sud-coréen.

## Décès

### IIIesiècle
- 252 : Sun Quan (孙权), empereur chinois entre 222 et 252 de la dynastie des Wu occidentaux (° 5 juillet 182).

### Xesiècle
- 987 : Louis V, dernier roi carolingien (° vers 967).

### XVesiècle
- 1471 : Henri VI, roi d'Angleterre de 1422 à 1461 puis de 1470 à 1471 (° 6 décembre 1421).

### XVIesiècle
- 1559 : Augustin de Cazalla, clerc espagnol d'inspiration érasmisante (° 1510).

### XVIIesiècle
- 1641 : Bertrand d'Eschaud, prélat français, évêque de Bayonne puis archevêque de Tours (° 1556 ou 1557).

### XVIIIesiècle
- 1786 : Carl Wilhelm Scheele, chimiste suédois (° 9 décembre 1742).
- 1790 : Thomas Warton, poète, critique littéraire et historien britannique (° 9 janvier 1728).

### XIXesiècle
- 1810 : Charles d'Éon de Beaumont, agent secret français (° 5 octobre 1728).
- 1814 : Ignacio Jordán Claudio de Asso y del Río, naturaliste, juriste et historien espagnol (° 4 juin 1742).
- 1820 : Curro Guillén, matador espagnol (° 16 novembre 1783).
- 1886 :
  - Stephen Pearl Andrews, anarchiste américain (° 22 mars 1812).
  - Pierre Le Breton, évêque français (° 25 avril 1805).
  - Charles Jules Adolphe Thanaron, marin français (° 7 juillet 1809).
- 1895 : Franz von Suppé, compositeur et chef d’orchestre autrichien (° 18 avril 1819).

### XXesiècle
- 1904 : Louis Lucipia, journaliste et homme politique français (° 18 novembre 1843).
- 1919 : Victor Segalen, écrivain français (° 14 janvier 1878).
- 1924 : Adílio Daronch, jeune martyr brésilien (° 25 octobre 1908).
- 1925 : Hidesaburō Ueno, professeur du département d'agriculture de l'université impériale de Tōkyō (° 19 janvier 1872).
- 1926 : Ronald Firbank, écrivain britannique (° 17 janvier 1886).
- 1944 : René Daumal, poète français (° 16 mars 1908).
- 1949 :
  - Klaus Mann, écrivain allemand (° 18 novembre 1906).
  - Mikołaj Osada, procureur et député polonais (° 15 décembre 1883).
- 1952 : John Garfield, acteur américain (° 4 mars 1913).
- 1957 : Alexander Vertinski, écrivain et l’un des plus grands chanteurs russes du XXe siècle (° 21 mars 1889).
- 1958 : Caroline Muller, résistante française fondatrice d'une filière d'évasion aidant les prisonniers de guerre (PG) français, les Alsaciens réfractaires à l'incorporation de force, à s'évader (°30 novembre 1907).
- 1960 : Georges Claude, physicien et chimiste français (° 24 septembre 1870).
- 1961 : François Albert-Buisson, homme politique  et académicien français (° 3 mai 1881).
- 1965 : Geoffrey de Havilland, concepteur et manufacturier britannique d’avions, fondateur de de Havilland Aircraft Company (° 27 juillet 1882).
- 1973 : Vaughn Monroe, chanteur, trompettiste et chef d’orchestre américain (° 7 octobre 1911).
- 1977 : Maurice Orban, homme politique belge (° 4 février 1889).
- 1991 : Rajiv Gandhi, homme d’État indien, premier ministre d'Inde de 1984 à 1989 (° 20 août 1944).
- 1995 : Agnelo Rossi, prélat brésilien (° 4 mai 1913).
- 1996 :
  - Christian de Chergé, prêtre catholique français (° 18 janvier 1937).
  - Raffaele Di Paco, cycliste sur route italien (° 7 juin 1908).
  - Lash LaRue, acteur américain (° 15 juin 1917).
- 1997 :
  - Roland Amstutz, acteur suisse (° 12 janvier 1942).
  - Fiorenzo Carpi, pianiste et compositeur italien (° 19 octobre 1918).
- 1998 :
  - Pedro Escartín, footballeur, arbitre, entraîneur et journaliste espagnol (° 8 août 1902).
  - Douglas Fowley, acteur, réalisateur et producteur américain (° 30 mai 1911).
  - Robert Gist, acteur, réalisateur et metteur en scène américain (° 1er octobre 1917).
  - Antoine Lepeltier, homme politique français (° 20 mars 1933).
- 2000 :
  - Barbara Cartland, romancière britannique (° 9 juillet 1901).
  - Hocine Gasmi, footballeur algérien (° 1974).
  - John Gielgud, acteur britannique (° 14 avril 1904).

### XXIesiècle
- 2002 :
  - Michel Grosclaude, philosophe et linguiste français (° 8 juillet 1926).
  - Niki de Saint Phalle, artiste française (° 29 octobre 1930).
- 2005 : Guy Chanfrault, homme politique français (° 3 septembre 1924).
- 2006 :
  - Katherine Dunham, danseuse, chorégraphe, parolière et actrice afro-américaine (° 24 juin 1909).
  - Georges Frischmann, homme politique et syndical français (° 5 août 1919).
  - Pierre Gobeil, acteur québécois (° 23 mars 1938).
  - Edward Kawak, culturiste français (° 28 février 1959).
  - Jean-Louis de Rambures, journaliste, interprète et écrivain français (° 19 mai 1930).
- 2007 : Bruno Mattei, cinéaste italien (° 30 juillet 1931).
- 2011 : Bill Hunter, acteur australien (° 27 février 1940).
- 2013 :
  - Antoine Bourseiller, comédien et metteur en scène français (° 8 juillet 1930).
  - Dominique Venner, écrivain et historien français (° 16 avril 1935).
- 2015 : Fatimé Kimto, femme politique tchadienne.
- 2016 :
  - Gaston Berghmans, acteur belge (° 11 mars 1926).
  - Ku Chin-shui, athlète taïwanais (° 15 janvier 1960).
  - Andrea Maria Erba, prélat catholique italien (° 1er janvier 1930).
  - Jane Fawcett, cryptanalyste britannique (° 4 mars 1921).
  - Pierre Karli, neurobiologiste français (° 8 février 1926).
  - Eddie Keizan, pilote automobile sud-africain (° 12 septembre 1944).
  - Akhtar Mohammad Mansour, islamiste afghan, chef des talibans (° vers 1968).
  - Chris Meek, pilote de course automobile et homme d'affaires britannique (° 1930).
  - Nick Menza, musicien américain, batteur du groupe Megadeth (° 23 juillet 1964).
  - Bernard Simonay, écrivain français (° 2 août 1951).
  - Sándor Tarics, joueur de water polo hongrois (° 23 septembre 1913).
  - Marcel Zang, écrivain, poète et auteur dramatique français d'origine camerounaise (° 2 mars 1954).
- 2017 :
  - Lars-Erik Skiöld, lutteur suédois (° 19 mars 1952).
  - Lisa Spoonauer, actrice américaine (° 6 décembre 1972).
  - Bill White, hockeyeur sur glace canadien (° 26 août 1939)
- 2018 :
  - Alexandre Askoldov, réalisateur soviétique puis russe (° 17 juin 1932).
  - Georges Dessaigne, homme politique français (° 29 août 1925).
  - Anna Maria Ferrero, actrice italienne (° 18 février 1935).
  - Dave Garcia, dirigeant sportif de baseball américain (° 15 septembre 1920).
  - Pedro Tenorio, homme politique des îles Mariannes du Nord (° 18 avril 1934).
  - Clint Walker, acteur américain (° 30 mai 1927).
- 2019 :
  - Glauco Sansovini, homme politique saint-marinais (° 20 mai 1938).
  - Binyavanga Wainaina, écrivain et journaliste kényan (° 18 janvier 1971).
- 2020 : Oliver Williamson (Oliver Eaton Williamson), prix dit Nobel d'économie américain ex æquo en 2009 (° 27 septembre 1932).
- 2021 : Rajkumar Keswani, Dieter Neuendorf, Taïr Salakhov, Giuliano Scabia.
- 2022 : 
  - Marco Cornez, footballeur international chilien (° 15 octobre 1958).
  - Maurice Dupey, joueur de rugby à XV français (° 29 octobre 1946).
  - Heddy Honigmann, réalisatrice, productrice et scénariste néerlando-péruvienne (° 1er octobre 1951).
  - Jiří Zídek Sr., basketteur international tchécoslovaque puis tchèque (° 8 février 1944).
- 2023 :
  - Margaret Archer, sociologue britannique (° 20 janvier 1943).
  - Charles Donald Bateman, inventeur, ingénieur et électricien canadien (° 8 mars 1932).
  - Claude Noel, boxeur trinidadien (° 22 août 1949).
  - Lew Palter, acteur américain (° 3 novembre 1928).
  - Victoriano Sánchez Arminio, arbitre de football espagnol (° 26 juin 1942).
  - Ray Stevenson, acteur britannique (° 25 mai 1964).
- 2024 :
  - Louis Bergaud, coureur cycliste français (° 30 novembre 1928).
  - Jan A. P. Kaczmarek, compositeur de musique polonais (° 29 avril 1953).

## Célébrations

### Internationales
- « Journée mondiale pour la diversité culturelle, le dialogue et le développement »[10] établie par l'ONU.
- Extrême-Orient d'Asie : date fréquente du début de la saison de 小滿, 小满 / xiǎomǎn (petite rondeur en mandarin de Taïwan ou de Chine) jusqu'au 5 juin inclus (avec d'autres appellations synonymes voire symboles/caractères différents en Corée du Sud, Corée du Nord, aux Japon, Vietnam, à Hong Kong et Macao (en cantonais), au Tibet sinon en ouïghour du Turkestan etc. et leurs diasporas in voire hors hémisphère nord terrestre).

### Nationales
- Chili : Día de las Glorias Navales (es) (« jour de la marine ») commémorant la bataille navale d'Iquique en 1879.
- Circassie (Caucase) et diaspora circassienne : « journée du deuil circassien » commémorant le génocide circassien (en) et l'exode qui s'ensuivit après la guerre du Caucase du XIXe siècle.
- Colombie : Día de la Afrocolombianidad (en) / « fête de l'afrocolombianité » y commémorant l'abolition de l'esclavage.
- Mexique : día del Instituto politécnico nacional (« fête de l'Institut polytechnique national »)[11].
- Monténégro (Europe) : « fête de l'indépendance »[12] commémorant l'indépendance politique vis-à-vis de la Serbie en 2006.
- Sainte-Hélène (île) : Saint Helena day[13] / « fête de Sainte-Hélène » commémorant la découverte de l'île en 1502 en plein océan Atlantique sud.

### Religieusechrétienne catholique
Date possible pour l'ancienne fête-Dieu, du Saint-Sacrement / corpus Christi, un jeudi (souvent "dévié" vers le dimanche suivant comme le dimanche -du jeudi- de l'Ascension, au moins sur maints calendriers et agendas de poche et de bureau) entre 21 mai et 24 juin (jeudi 16 juin en 2022).

### Saints des Églises chrétiennes

#### Saints des Églises catholiques et orthodoxes
Référencés comme en titre ci-après in fine :
- Ageran († 888), moine de Bèze en Bourgogne, martyr, massacré lors de l'invasion des Normands avec d'autres moines, l'enfant « Aldaric » et le prêtre « Ansuin ».
- Collen (VIIe siècle), moine.
- Constantin Ier († 337) dit « le Grand et égal des apôtres », célébré seul en Occident et avec sa mère Hélène († 327) en Orient (voir aussi les 11 mai à au moins trois années différentes de l'empire byzantin / romain d'Orient).
- Gisèle († vers 810), laïque, fille de Pépin le Bref et sœur de Charlemagne, abbesse à Aire-en-Artois (voir aussi 7 mai).
- Hospice († 581), ermite reclus dans le comté de Nice, évangélisateur des envahisseurs lombards.
- Mancius (en) (VIe siècle), esclave chrétien amené de Rome, martyr par la main des Juifs à Évora au Portugal.
- Nicostrate et Antioche († 303), tous deux tribuns et leurs compagnons soldats martyrisés à Césarée de Philippe en Palestine sous Dioclétien (date occidentale car célébrés le 8 juillet en Orient avec Procope[14]).
- Polyeucte (IIIe siècle), martyr à Kayseri ou Césarée de Cappadoce (date occidentale car célébré le 19 décembre en Orient[15]).
- Restitude (IVe siècle), Martyre.
- Second († 357), prêtre, martyr avec plusieurs autres par la main d'ariens à Alexandrie en Égypte.
- Thibaud de Vienne († 1001), archevêque de Vienne dans le Dauphiné.
- Timothée (de Maurétanie) (IIIe siècle), avec Pole et Eutyche, diacres et martyrs en Maurétanie.
- Venant († vers 800), prêtre et ermite, père spirituel de sainte Gisèle / Isbergue supra, assassiné par des brigands.

#### Saints et bienheureux des Églises catholiques
référencés ci-après comme en titre :
- Cristóbal Magallanes Jara ( † 1927) et ses 24 compagnons martyrs mexicains à Colotlan (Jalisco dans le diocèse de Zacatecas)[16].
- Eugène de Mazenod ( † 1861), évêque français, fondateur des Oblats de Marie-Immaculée.
- Franz Jägerstätter († 1943), bienheureux laïc autrichien martyr.
- Godric († 1170), colporteur, qui se rendit en pèlerinage à Rome et en France, alla jusqu'à Jérusalem, se retira ensuite dans la forêt de Finkley.
- Hemming († 1366), évêque d'Åbo (aujourd'hui Turku) en Finlande de 1338 à sa mort.
- Jean Mopinot († 1794), bienheureux frère des Écoles chrétiennes français martyr sous la Révolution française.
- Manuel Gómez González et Adílio Daronch († 1924), bienheureux prêtre et laïc martyrs.
- Moines de Tibherine († 1996), moines français mort martyrs.

#### Saints des Églises orthodoxesaux dates parfois"juliennes"/ orientales)
- Agapit (ru) († 1584), moine dans le district de Vologda en Russie, fondateur du monastère de Merkoutchévo, martyr assassiné par des bandits[17].
- Constantin (ru) († 1129), « Constantin Iaroslav », prince de Mourom et ses fils « Michel », martyr et « Théodore ».
- Hélène, mère de saint Constantin Ier le Grand.

### Prénoms du jour
Bonne fête aux Constantin et ses variantes masculines : Constantino(s), Costantino, Konstantin, Costel, Costello et Tino (cf. Valentin les 14 février et surtout Constant et ses variantes les 23 septembre) ; et leurs formes féminines : Constantina et Constantine, Tina.
Et aussi aux Second et aux Marc'han.

## Traditions et superstitions

### Dictons
- « À la saint Constantin, compte tes sous dans tes mains. »
- « Quand la vigne est en fleur à la saint-Thiébault, il n'y a ni biens ni maux[18]. »

### Astrologie
Signe du zodiaque : premier jour du signe astrologique des Gémeaux ou dernier jour du signe du Taureau (selon les calendriers).

## Toponymie
Les noms de plusieurs voies, places, sites ou édifices de pays ou provinces francophones contiennent cette date sous différentes graphies : voir Vingt-et-Un-Mai .